# Farkas Ferenc (református lelkész)
Farkas Ferenc (Rimaszombat, 1792 körül – Átány, 1863) református lelkész, költő.

## Élete
Iskoláit Sárospatakon végezte; 33 éves korában lett pap Aranyoson; tíz év múlva Maklárra választották meg, ahol 9 évet töltött; innét Átányra ment, ahol 20 évi lelkészkedése után 1863-ban áldozócsütörtökön meghalt.

## Munkái
- Óda nagym. mélt. és ft. Felső Eőri Pyrker János László úr tiszteletére, midőn a liliommezei monostorban ön fölajánlásának félszázados emlékét ünnepelné okt. 18. 1842. Eger.
- Hála üdvözlet… Szemere Bertalan úrnak Borsod vármegye főbirájának az alsó borsodi helvét hitv. egyházmegye lelkes ülnökének. Az emlék Bibliához kisérőül. Eger, 1843. (Költemény.)
- Gyász emlék üdvözült Radics Ferencz úr egri kanonok boldog árnyának szentelve 1844. febr. 15. Eger. (Költemény.)